# 葵芳駅
葵芳駅（きほうえき）は香港新界葵青区にある香港鉄路有限公司（港鉄（MTR））荃湾線の駅である。公営住宅葵芳邨の隣に位置するので、葵芳駅という駅名がつけられた。

## 駅構造
- 相対式ホーム2面2線の高架駅。ホームドア設置駅。

### 駅階層
| R 平台              | 花園平台                         | 新葵芳花園平台                                                                               |
| P ホーム            | 相対式ホーム、左側のドアが開く。 | 相対式ホーム、左側のドアが開く。                                                             |
| P ホーム            | ❷番線                            | →■荃湾線中環方面→                                                                            |
| P ホーム            | ❶番線                            | ←■荃湾線荃湾方面                                                                             |
| P ホーム            | 相対式ホーム、左側のドアが開く。 |                                                                                              |
| P ホーム            | 出口                             | E 出口、行人天橋、新都会広場                                                                 |
| C コンコース (地面) | コンコース                       | 出口、公共運輸交匯處、サービスセンター、駅商店、 「e分鐘著數」機、恒生銀行、自動販売機、 ATM |

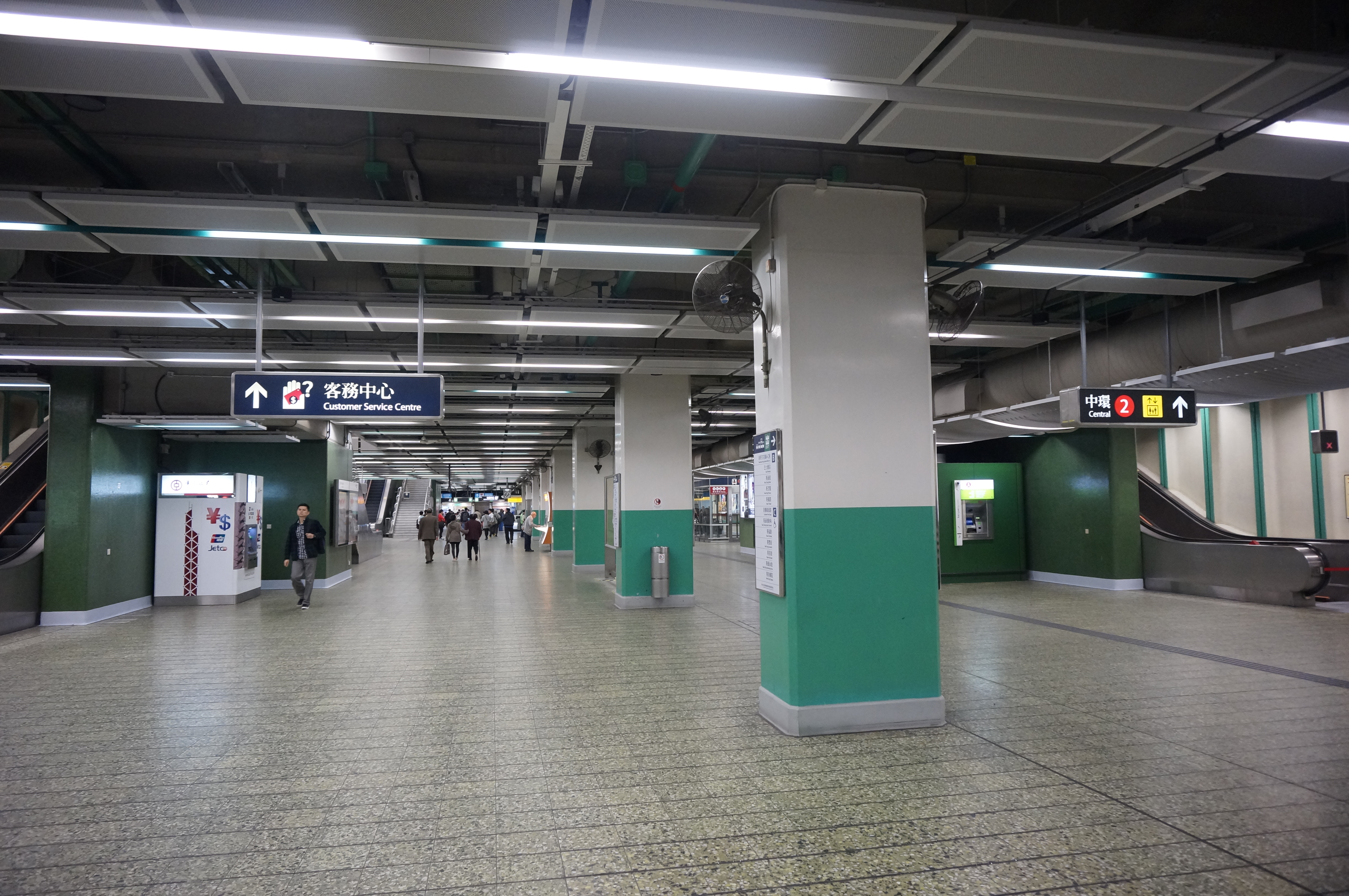
葵芳駅コンコース
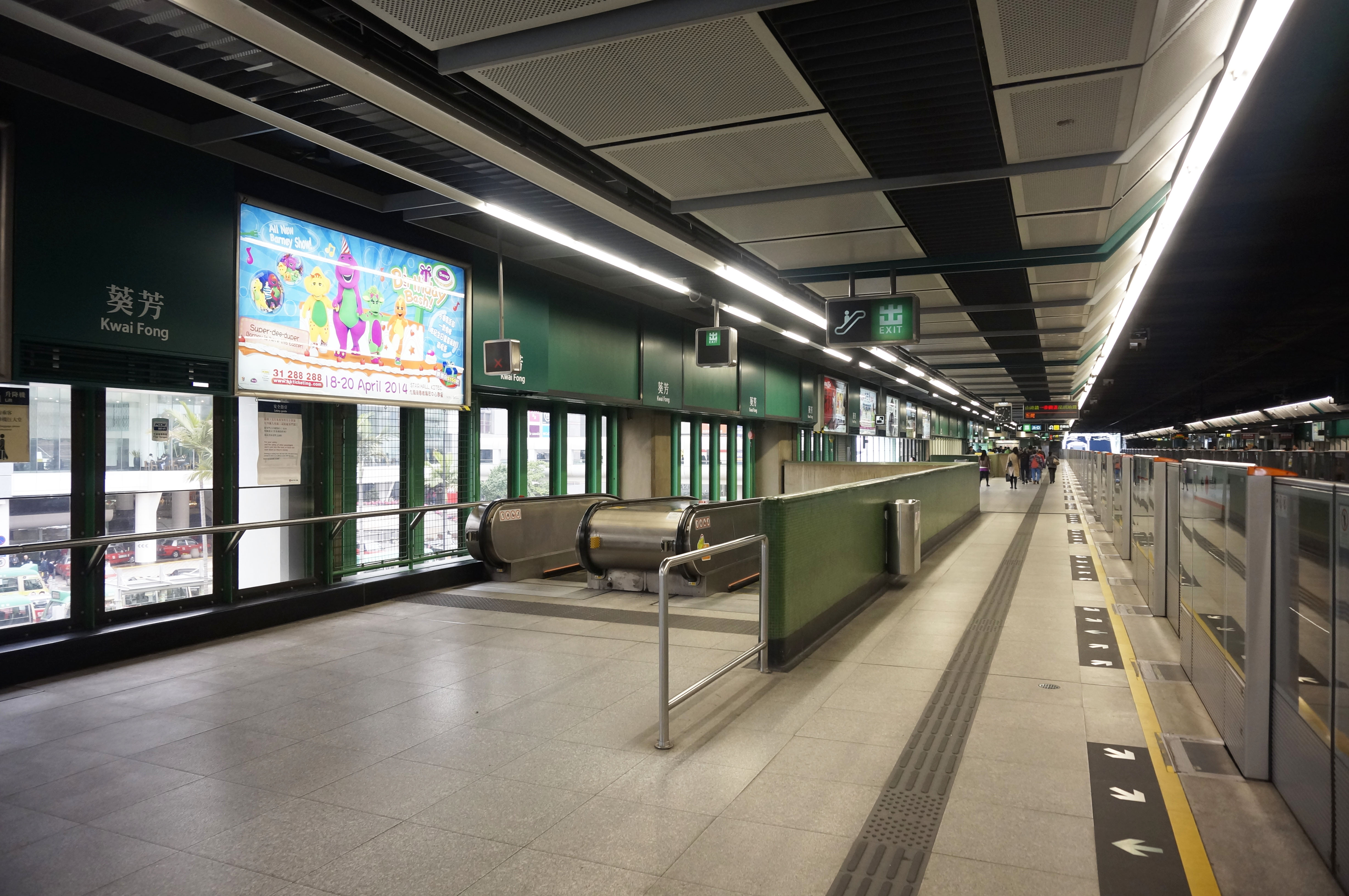
葵芳駅ホーム
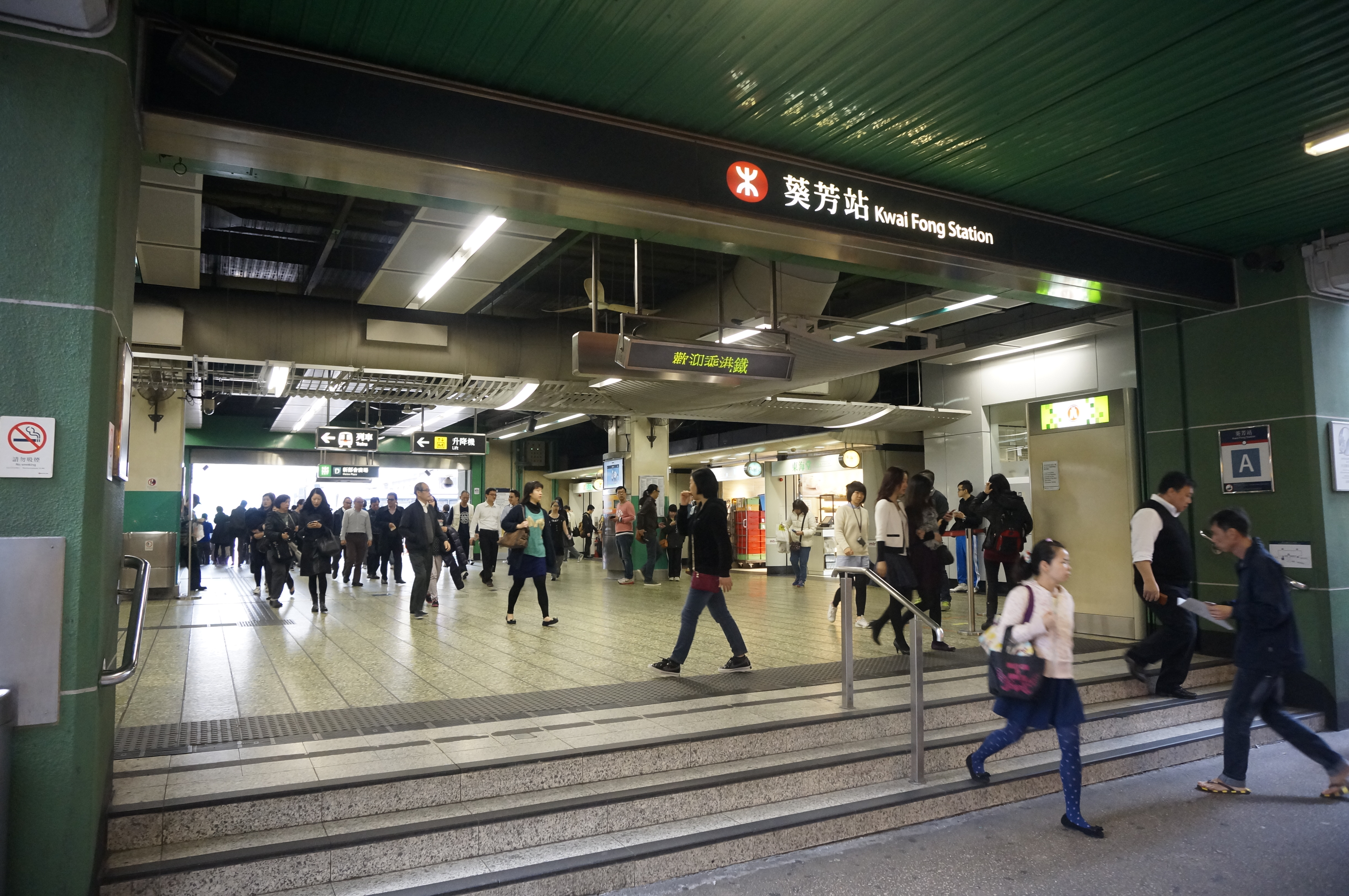
A出口
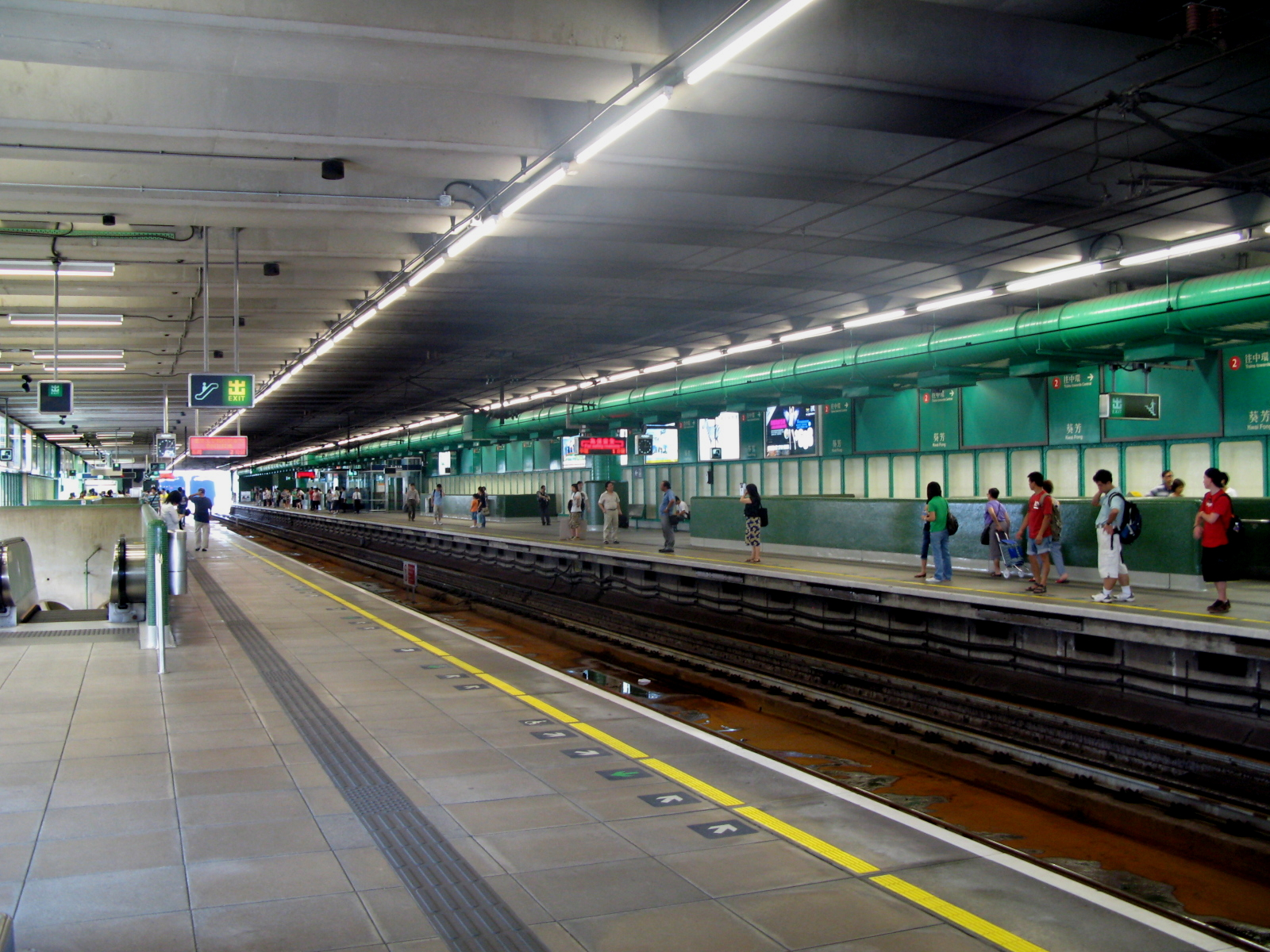
ホームドア設置前の葵芳駅ホーム

### コンコース
駅商店・自動サービス
- 駅商店
  - 7-Eleven
  - 美心西餅
  - 東海堂
  - 大班外賣速遞
  - 健康工房
  - 中華電力
  - 恒生銀行
- 自動サービス
  - 恒生銀行ATM
  - 中国銀行（香港）ATM
  - 香港郵政郵箱服務

### 駅出口
|                                  | 出口番号 | 出口表示   | 目的地 |
| -------------------------------- | -------- | ---------- | --- |
| 駅コンコース（G）                | 出口 · A | 葵芳邨     | 仏教林金殿小学、金龍工業中心、葵涌警署、葵芳邨、葵芳商場、新葵芳花園D-E座、大連排道、偉倫中心                                                                                |
| 駅コンコース（G）                | 出口 · B | 新葵芳花園 | 新葵芳花園A-C座、バスターミナル、葵涌道、葵芳閣、葵義路 |
| 駅コンコース（G）                | 出口 · C | 貨櫃埠頭路 | 貨櫃埠頭路、福業ビル、葵涌運動場、葵福路、葵豊街、葵喜街、葵盛遊泳池、葵青劇院、豊裕中心                                                                                     |
| 駅コンコース（G）                | 出口 · D | 新都会広場 | 香港専業教育学院葵涌分校、職業訓練局青年学院（葵芳）、芊紅居、香港四邑商工総会陳南昌中学、賽馬会分科診所、葵涌蘇浙公学、葵涌広場、葵富路、葵仁路、路徳会啓聾学校、新都会広場 |
| 駅コンコース（G）                | 出口 · D | 新都会広場 | 設有斜道及失明人士引導徑往返地面 |
| 1番線－荃湾線荃湾方面ホーム（P） | 出口 · E | 新都会広場 | 新都会広場 |

## 接続交通一覧
バス
小巴
Template:新界專線ミニバス列表

## 歴史
- 1982年5月10日 - 開業。

## 隣の駅
香港鉄路
■荃湾線
茘景駅 - 葵芳駅 - 葵興駅